# Deklaracja polsko-niemiecka o niestosowaniu przemocy z 26 stycznia 1934
Deklaracja polsko-niemiecka o niestosowaniu przemocy (zwana też deklaracją o nieagresji oraz paktem o nieagresji) − podpisana 26 stycznia 1934 w Berlinie przez Józefa Lipskiego i Konstantina von Neuratha. Obie strony zobowiązały się, że przez dziesięć lat nie będą rozwiązywać swoich sporów w sposób agresywny. Dla obu państw porozumienie to stanowiło przykład Realpolitik. Piłsudski, który wcześniej w lipcu 1932 roku zawarł podobny pakt z ZSRR, realizował zasadę utrzymywania równowagi między dwoma sąsiadami Polski, co dało krajowi czas na wewnętrzną stabilizację. Z kolei Hitler wykorzystał ten pakt, by budować swój wizerunek polityka dążącego do pokoju, jednocześnie intensyfikując zbrojenia w Niemczech. Deklaracja doprowadziła do czasowej normalizacji i poprawy stosunków polsko-niemieckich w latach 1934–1939.
Zarówno Piłsudski, jak i Hitler byli świadomi tymczasowego charakteru układu, co podkreślali w rozmowach prowadzonych w wąskim gronie zaufanych współpracowników. Marszałek trafnie przewidział, że pod wpływem propagandy narodowosocjalistycznej mentalność społeczeństwa niemieckiego uległa zmianie. Uważał, że ocieplenie stosunków polsko-niemieckich potrwa najwyżej cztery lata. Hitler natomiast jeszcze w tym samym roku deklarował, że traktuje układ z Polską jako przejściowy i nie dąży do trwałego porozumienia. Po śmierci Piłsudskiego (12 maja 1935 roku) niemiecki kanclerz stracił resztki szacunku dla Polski, gdyż postrzegał Marszałka jako jedynego godnego uwagi partnera. Nowy rząd, na czele którego stał minister spraw zagranicznych Józef Beck, spotkał się z rosnącą niechęcią Hitlera, który nie widział już w Polsce równorzędnego gracza na arenie międzynarodowej.

## Historia

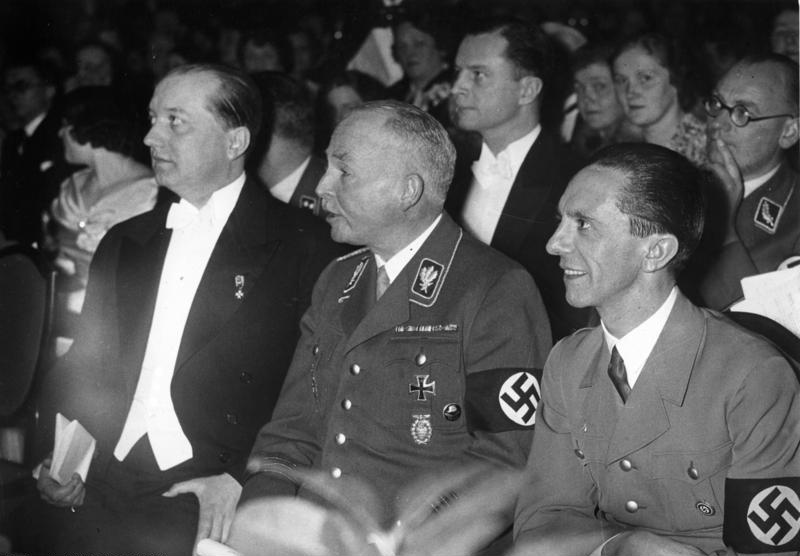
Józef Lipski i Joseph Goebbels, 1935

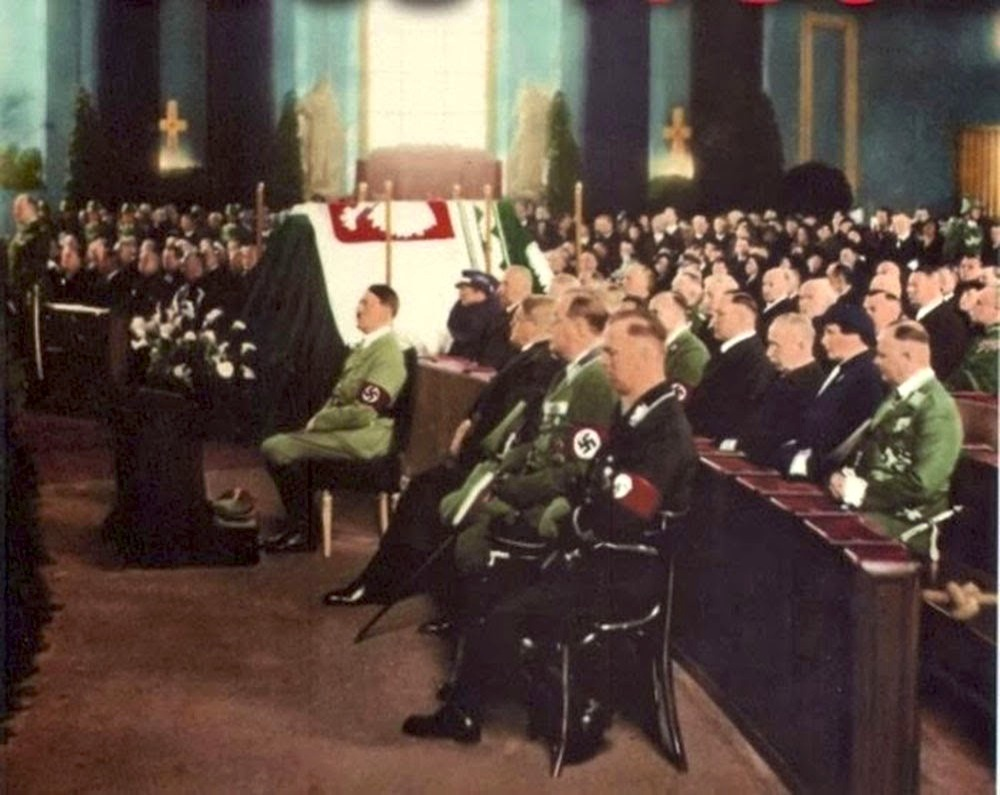
Adolf Hitler w Berlinie uczestniczy w mszy świętej przy symbolicznej trumnie Józefa Piłsudskiego (sześć dni po jego śmierci), 18 maja 1935

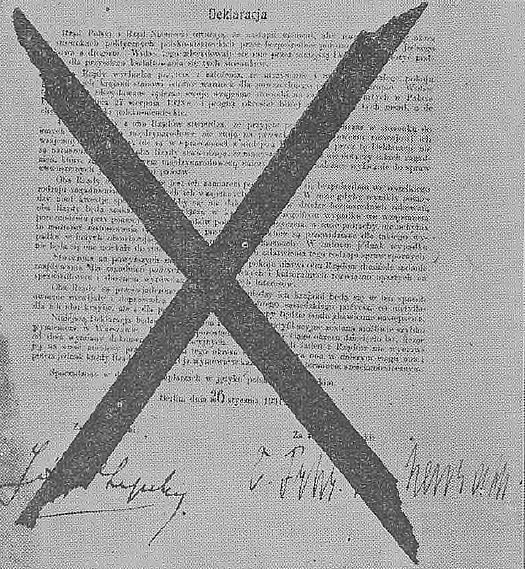
Przedstawiona w prasie polskiej wiosną 1939 przekreślona reprodukcja deklaracji po tym jak uznano, że pakt został jednostronnie wypowiedziany przez Hitlera 28 kwietnia 1939

Deklaracja została podpisana, gdy Józef Piłsudski nabrał przekonania, że Francja jest coraz słabszym sojusznikiem Polski (zob. sojusz polsko-francuski) i Polska musi sama unormować stosunki z Niemcami. Bezpośrednio potwierdziła to odmowa Francji przyjęcia tajnej propozycji wojny prewencyjnej przeciw Niemcom w obronie postanowień traktatu wersalskiego, wysuniętej przez Piłsudskiego w 1933. Piłsudski nie docenił Adolfa Hitlera, którego uważał za racjonalnego, normalnego polityka. Ze strony Niemiec motywem układu była właśnie chęć niedopuszczenia do takiej akcji zbrojnej przeciw Niemcom w czasie, gdy były jeszcze niedozbrojone. Hitler w tym okresie próbował ponadto skłonić Polskę do sojuszu z Niemcami wymierzonego w ZSRR.
Z uwagi na stanowisko III Rzeszy dokument nie miał formy traktatu, lecz nienazwanej umowy międzynarodowej, ratyfikowanej przez Prezydenta RP Ignacego Mościckiego i promulgowanej w Dzienniku Ustaw RP. Wbrew krążącym pogłoskom (lansowanym zwłaszcza przez prasę francuską i sowiecką) dokument nie zawierał tajnych klauzul rozszerzających jego treść. Deklaracja w ustępie 3 uznawała zawarte wcześniej porozumienia z innymi państwami za obowiązujące. Jednym z następstw tego paktu była wspólna „Deklaracja Rządów Polski i Niemiec o traktowaniu ich uznanych mniejszości narodowych”, ogłoszona 5 listopada 1937 w Berlinie i Warszawie z powodu upływu terminu Konwencji z 1922. 7 marca 1934 zakończona została też polsko-niemiecka wojna celna.
Wiosną 1939 w prasie polskiej informowano, że pakt „został jednostronnie wypowiedziany przez kanclerza Hitlera w piątek dnia 28 kwietnia 1939”. 6 kwietnia 1939 minister spraw zagranicznych Józef Beck podpisał w Londynie dwustronne porozumienie polsko-brytyjskie o gwarancjach wzajemnej pomocy wojskowej na wypadek agresji niemieckiej. Tydzień później do tych gwarancji przyłączyła się Francja. 28 kwietnia Hitler przemawiając w Reichstagu uznał umowy Polski z Wielką Brytanią i Francją za pogwałcenie polsko-niemieckiej deklaracji o nieagresji i za jej „anulowanie przez Polskę” (to samo według kanclerza dotyczyć miało brytyjsko-niemieckiego traktatu o ograniczeniu zbrojeń na morzu z 18 czerwca 1935 „zerwanego z winy Wielkiej Brytanii”), co zostało przyjęte jako jednostronne zerwanie tego porozumienia przez III Rzeszę. Polska strona podkreślała sprzeczność takiego posunięcia z tekstem Deklaracji normującym to następująco:
Deklaracja pozostanie w mocy w ciągu okresu dziesięciu lat, licząc od dnia wymiany dokumentów ratyfikacyjnych. W razie, jeżeli żaden z Rządów nie wymówi jej na sześć miesięcy przed upływem tego okresu czasu, zachowa ona w dalszym ciągu moc; potem jednak każdy Rząd będzie mógł ją wymówić w każdym czasie z terminem sześciomiesięcznym.